# Xã Current, Quận Dent, Missouri
Xã Current (tiếng Anh: Current Township) là một xã thuộc quận Dent, tiểu bang Missouri, Hoa Kỳ. Năm 2010, dân số của xã này là 447 người.